# Last Night of the Proms
Last Night of the Proms är avslutningskonserten av säsongens promenadkonserter, Promenade Concerts, och hålls alltid andra lördagen i september i Royal Albert Hall, London. Undantag gjordes 2022 då konserten som planerats till 10 september ställdes in med anledning av Elizabeth II:s bortgång två dagar tidigare. Den sänds även i direktsändning på storbildsskärmar i ett flertal städer i Storbritannien.

## Historia
Traditionen startades 1895 av sir Henry Wood och är alltjämt mycket populär bland engelsmännen. Konsertens andra del brukar vara fylld med patriotiska verk från brittiska imperiets glansdagar som Rule, Britannia!, Pomp and Circumstance March (Land of Hope and Glory) och Jerusalem. Ett annat vanligt förekommande inslag i den andra delen är Henry Woods Fantasia on British Sea Songs.

## Dirigenter
- 1895–1939, 1941–1943  Sir Henry Wood
- 1945–1946  Sir Adrian Boult
- 1945  Basil Cameron
- 1945 Constant Lambert
- 1947–1966 Sir Malcolm Sargent
- 1967–1972 Sir Colin Davis
- 1973, 1975, 1983 Norman Del Mar
- 1974, 1976, 1978 Sir Charles Groves
- 1977, 1979, 1981, 1982, 1984 James Loughran
- 1980 Sir Charles Mackerras
- 1985 Vernon Handley
- 1986 Raymond Leppard
- 1987, 2006 Sir Mark Elder
- 1988, 1990–1992, 1994–2000, 2018 Sir Andrew Davis
- 1989 Sir John Pritchard
- 1993 Barry Wordsworth
- 2001–2004 Leonard Slatkin
- 2005 Paul Daniel
- 2007, 2009, 2010, 2012 Jiří Bělohlávek
- 2008 Sir Roger Norrington
- 2009 David Robertson
- 2011 Edward Gardner
- 2013, 2015 Marin Alsop[2]
- 2014, 2016, 2017, 2019, 2021, 2024 Sakari Oramo
- 2020 Dalia Stasevska[3]

## Livesändning på storbildsskärm
Samtidigt som konserten går av stapeln i Royal Albert Hall sänds den live på storbildsskärmar i Hyde Park i London, och ett antal andra brittiska städer, samt live i TV på BBC. 2015 var det Hyde Park, Glasgow, Belfast och Swansea. Dessa brukar vara väldigt välbesökta och besökarantalet i Hyde Park brukar vara drygt 30 000. I parkerna börjar aktiviteter och olika konserter många timmar innan för att sedan övergå till direktsändning från Royal Albert Hall. Vid varje park finns även egen orkester och kör som sjunger med.